# Rheinland-Pfalz (F-209)
Il Rheinland-Pfalz (pennant number F-219 e secondo la designazione NATO: FGS Rheinland-Pfalz) è stata una fregata missilistica di classe Bremen, prima nave della Deutsche Marine a prendere il nome dallo Stato federato della Renania-Palatinato.
Il contratto di costruzione venne assegnato alla Blohm+Voss di Amburgo e l'impostazione della chiglia avvenne il 25 settembre 1979. Il 3 settembre 1980 avvenne il varo ed entrò in servizio il 9 maggio 1983. È stata radiata il 22 novembre 2013, dopo 30 anni di servizio attivo.

## Storia
Dopo essere stata sottoposta a prove in mare, entrò in servizio il 9 maggio 1983.
Il Rheinland-Pfalz venne coinvolta in diverse missioni all'estero sin dal suo primo incarico. Dal 1992 al 1996 fu più volte impiegata nel mare Adriatico nell'ambito dell'operazione Sharp Guard, per il blocco navale dell'ex Jugoslavia durante le varie guerre. Nel 1999 sostenne l'Operazione Allied Force, il bombardamento della NATO sulla Jugoslavia.
Nel 2001 prese parte ad un'esercitazione di cacciatorpediniere (DESEX), seguita da un dispiegamento nel 2004 con l'operazione antiterrorismo Enduring Freedom nel corno d'Africa e nel Golfo di Aden.
Nel 2005 il Rheinland-Pfalz prese parte all'operazione Active Endeavour nel Mediterraneo, mentre l'anno successivo si unì alle forze navali sudafricane nell'esercitazione congiunta denominata Good Hope II.

### Operazione Atlanta
All'inizio del 2009 fece nuovamente parte per un breve periodo dell'operazione Active Endeavour, prima di partire per le acque al largo del Corno d'Africa per partecipare all'operazione Atalanta, missione diplomatico-militare di sicurezza marittima dell'Unione europea contro la pirateria al largo delle coste della Somalia. Il 22 gennaio 2009 il Rheinland-Pfalz sostituì la sua nave gemella, il Karlsruhe.
Il 3 marzo alle 7:12 ora locale, la nave portacontainer MV Courier da 14.969 tonnellate, registrata ad Antigua e Barbuda, di proprietà di una compagnia di navigazione con sede a Brema e con equipaggio di marinai filippini, inviò un messaggio di soccorso segnalando l'attacco di pirati a bordo di una piccola nave. Gli assalitori spararono contro la nave con granate a razzo e fucili automatici. La chiamata d'emergenza raggiunse la fregata missilistica classe Bremen, che si trovava a 50 miglia nautiche (circa 92 chilometri) di distanza. La nave da guerra tedesca inviò sul posto il suo elicottero Westland Lynx, che arrivato sul luogo, sparò numerosi colpi di avvertimento contro la lancia ostile. Oltre all'aeromobile ad ala rotante tedesco, si unì un Sikorsky SH-60 Seahawk proveniente dall'incrociatore missilistico americano USS Monterey. Un paio d'ore dopo, la barca pirata fu intercettata dalla fregata tedesca e sequestrata dai marines tedeschi, che catturarono nove sospetti. La squadra di imbarco tedesca trovò un nascondiglio contenente un lanciarazzi, tre fucili AK-47, una pistola Tokarev, una carabina e un fucile automatico. Questa fu la prima volta dalla seconda guerra mondiale che la Marina tedesca sequestrò una nave nemica e il suo equipaggio in mare aperto.
La mattina presto del 30 marzo 2009, un gruppo di pirati somali si avvicinò alla petroliera tedesca di rifornimento navale Spessart, aprendo il fuoco su di lei e tentando di salire a bordo della nave. L'attacco venne sventato dal distaccamento di sicurezza di bordo, che aprì il fuoco sui pirati. Ne seguì un inseguimento che si concluse con il fermo e la detenzione dei pirati da parte del Rheinland-Pfalz.
Il 3 agosto 2009 la nave mercantile catturata MV Hansa Stavanger venne liberata dal controllo dei pirati e, successivamente, il Rheinland-Pfalz e la fregata Brandenburg lo scortarono nel porto di Mombasa, in Kenya.

### Ultimi anni e destino finale
Nel 2011 il Rheinland-Pfalz prese parte a numerose esercitazioni e manovre e, nel febbraio dello stesso anno, navigò verso la costa libica per assistere nell'evacuazione dei cittadini tedeschi coinvolti nella guerra civile libica. Il 5 marzo 2011 il Rheinland-Pfalz entrò, insieme alla Brandenburg e alla nave di rifornimento Berlin, nel porto tunisino di Gabès, imbarcando diverse centinaia di profughi egiziani e trasportandoli ad Alessandria.
Il 1º febbraio 2012 la fregata lasciò il suo porto di origine per unirsi al Standing NATO Maritime Group 1 nel Mediterraneo. Questo sarebbe stato il suo ultimo dispiegamento internazionale. L'11 settembre 2012 il Rheinland-Pfalz venne rimosso dal servizio attivo, venendo ufficialmente dismessa il 22 marzo 2013, diventando così la seconda unità della classe Bremen a lasciare il servizio.
Nell'aprile 2017 l'ex Rheinland-Pfalz venne messo all'asta tramite la Vebeg GmbH, una società fiduciaria di proprietà statale, per la rottamazione. Nel dicembre dello stesso anno, la nave arrivò ad Aliağa, in Turchia, per iniziare il ciclo di demolizione.
Il 24 maggio 2017 è stata varata ad Amburgo una fregata, di classe Baden-Württemberg, battezzata anch'essa Rheinland-Pfalz da Malu Dreyer, ministro-presidente della Renania-Palatinato.

## Comandanti
Lista di comandanti del FGS Emden e relativa data di assunzione del comando:
1. Fregattenkapitän Klaus-Dietrich von Poser und Groß-Nädlitz: maggio 1983;[10]
2. Fregattenkapitän Reinhold Siebert: settembre 1985;
3. Fregattenkapitän Michael Strenger: marzo 1988;
4. Fregattenkapitän Wolfgang Beutke: settembre 1992;
5. Fregattenkapitän Heinrich Liebig: aprile 1994;
6. Fregattenkapitän Martin Krebs: aprile 1995;
7. Fregattenkapitän Heinz-Uwe Schäfer: marzo 1997;
8. Fregattenkapitän Michael Plettau: luglio 1999;
9. Fregattenkapitän Thomas Braun: settembre 2002;
10. Fregattenkapitän Thomas Hacken: novembre 20065;
11. Fregattenkapitän Markus Rehbein: agosto 2008;
12. Fregattenkapitän Trond Blindow: gennaio 2011;
13. Fregattenkapitän Dirk-Oliver Jankowski: settembre 2012.

## Galleria d'immagini

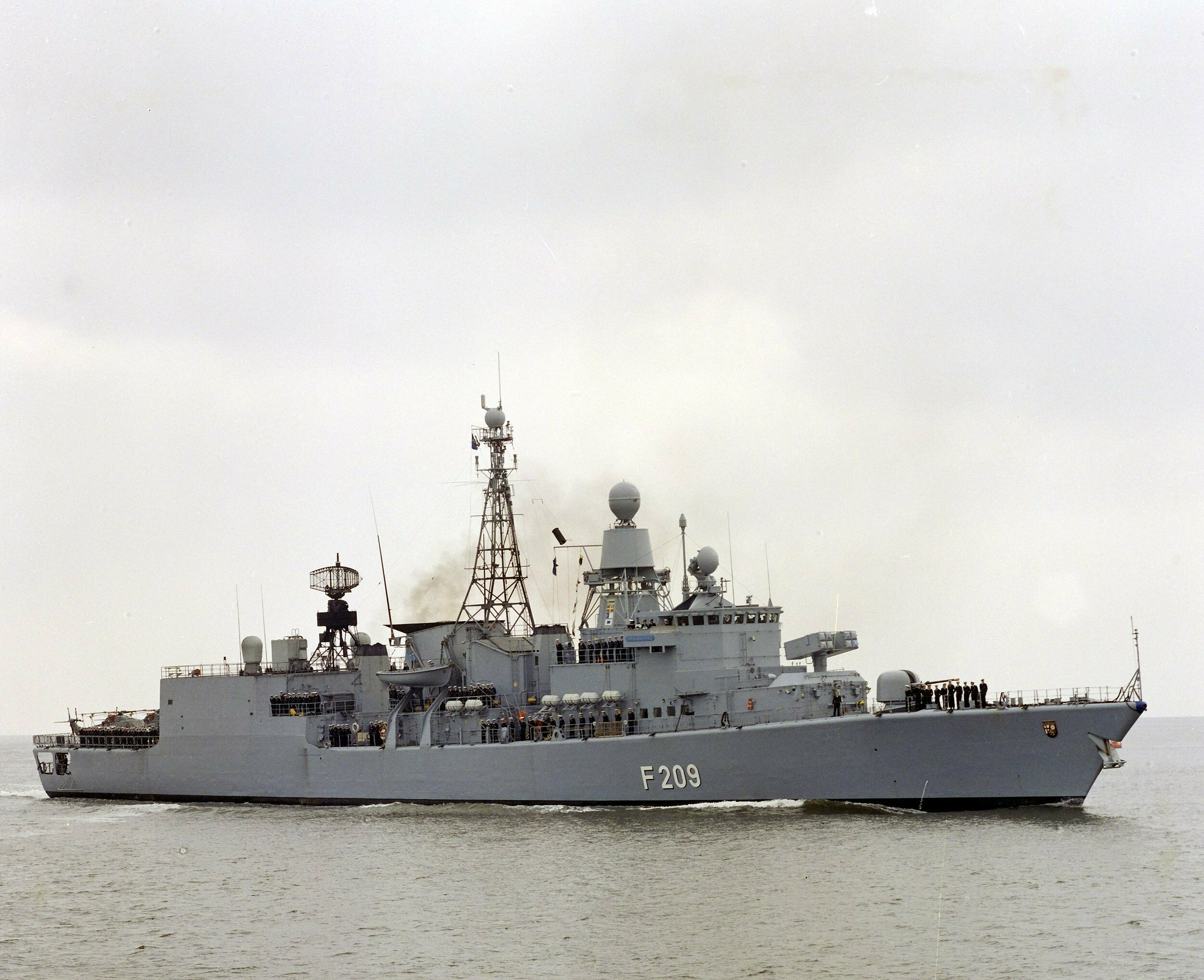
Il Rheinland-Pfalz in visita a Den Helder durante un'esercitazione nel giugno del 1989.
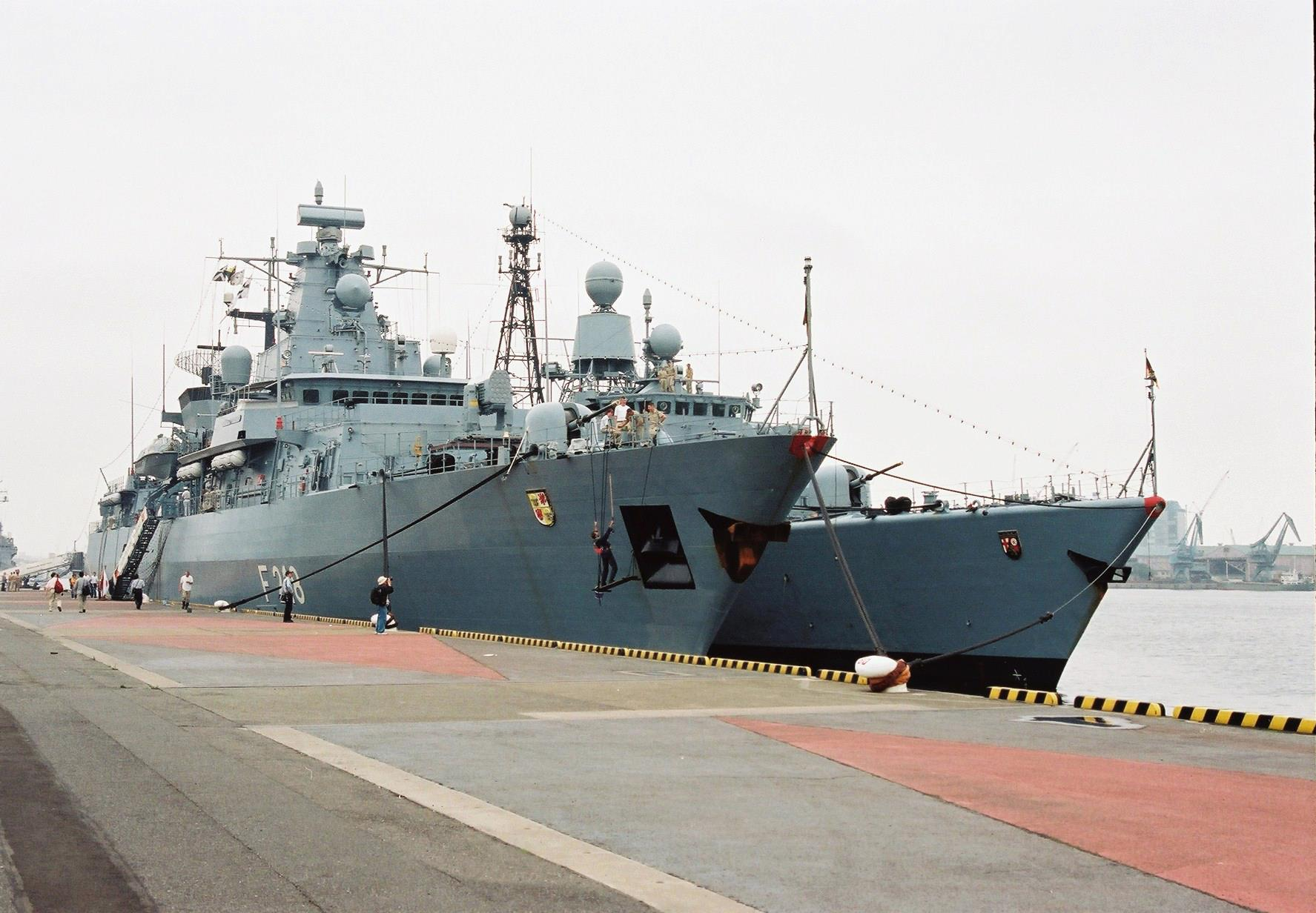
Il Mecklenburg-Vorpommern, in primo piano, e il Rheinland-Pfalz ad Harumi nel 2002.
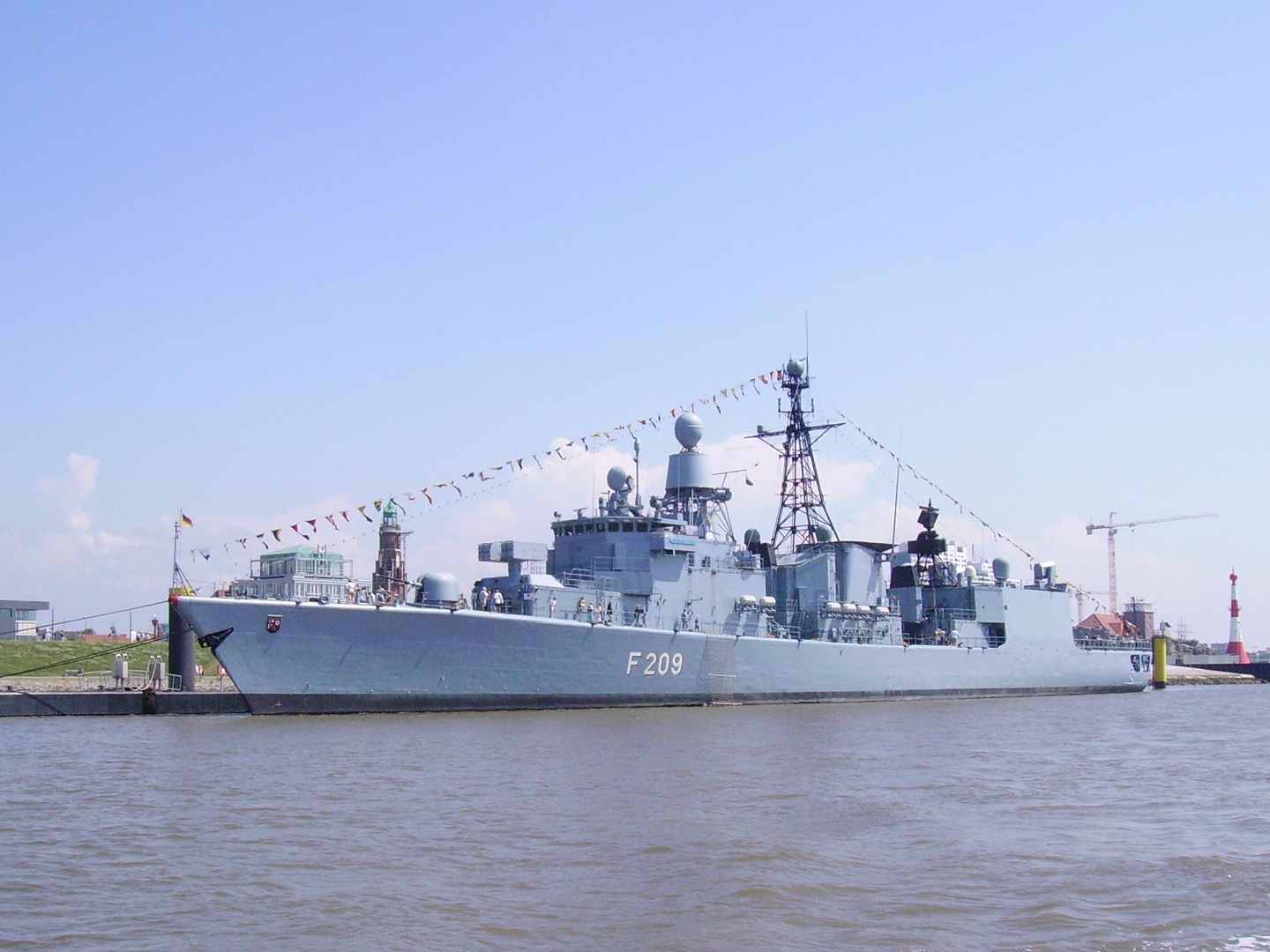
Il Rheinland-Pfalz in porto nel giugno del 2006.
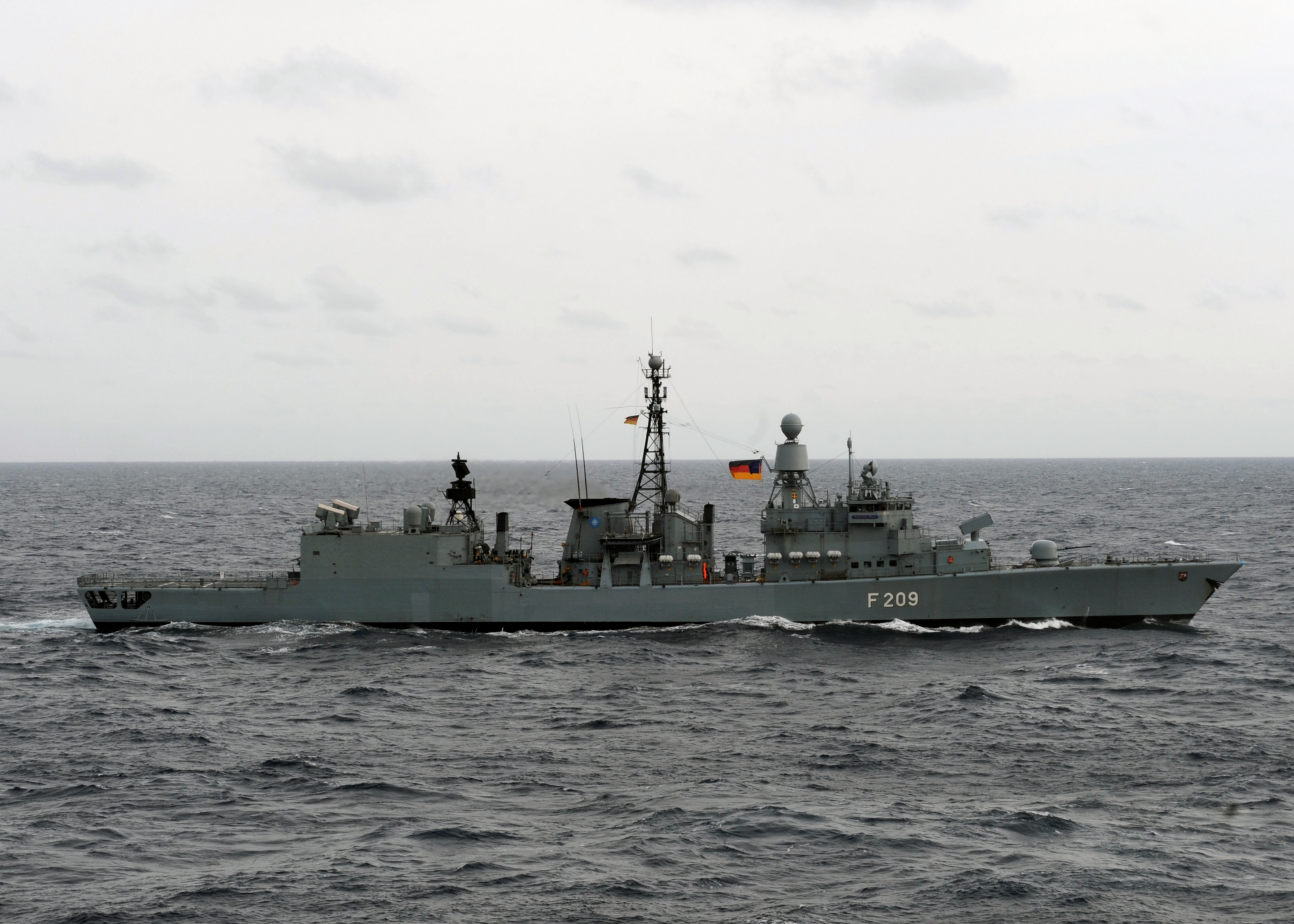
Il Rheinland-Pfalz in navigazione nel mar Mediterraneo, marzo 2012.
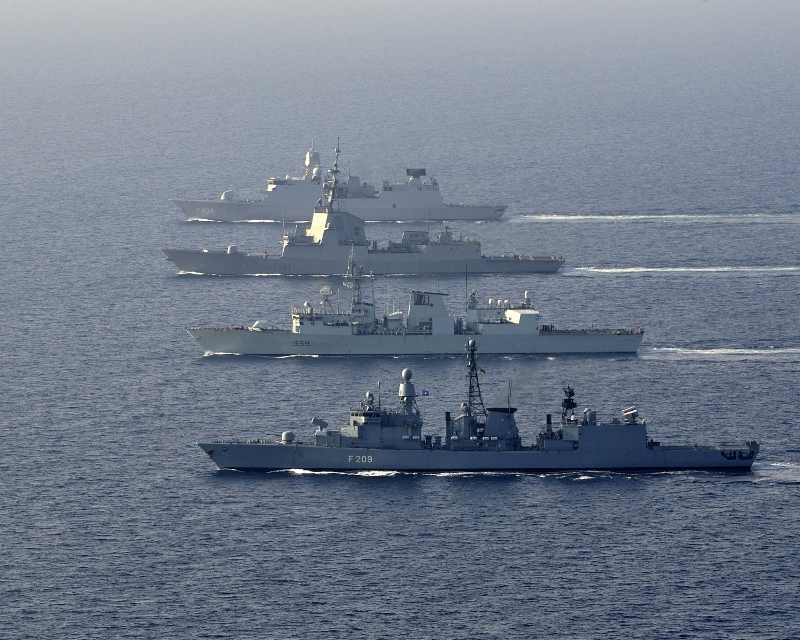
Il Rheinland-Pfalz in primo piano, in navigazione nel Mediterraneo insieme alla fregata canadese HMCS Charlottetown, alla fregata spagnola Alvaro de Bazan e alla fregata olandese Hr.Ms. De Ruyter, aprile 2012.